# Паулины
Орден св. Павла Первого Отшельника, Паули́ны (лат. Ordo Fratrum Sancti Pauli Primi Eremitæ, O.S.P.P.E) — католический монашеский орден, основанный в XIII веке в Венгрии и названный в честь Павла Фивейского, святого IV века, считающегося первым христианским монахом-отшельником.

## Организация
Общее число монахов — 524, из которых 363 священников.
Орден объединяет автономные монастыри, живущие по уставу паулинов. По данным на 2014 год, орден насчитывал 71 монастырь, из которых 22 находятся в Польше. Обители ордена находятся также в Венгрии, Хорватии, Украине, Белоруссии, Словакии, Германии, Австралии, Чехии, США, Великобритании, Испании, Литве, Румынии и нескольких африканских странах. В 2013 году к паулинам перешёл старинный монастырь Юсте в Испании, бывший до этого обителью иеронимитов. Юсте стал первым паулинским монастырём Испании. Единственная обитель ордена в Белоруссии находится в посёлке Кореличи, на Украине орден обладает пятью духовными центрами — в Броварах, Каменце-Подольском, Мариуполе, Ружине и Сатанове.
Самым известным монастырём и духовным центром ордена паулинов является Ясногорский монастырь в польском городе Ченстохове. Монастырь известен тем, что в нём хранится величайшая христианская святыня — Ченстоховская икона Божией Матери.

## История
Орден паулинов основан в 1250 году венгерским блаженным Евсевием из Грана (ныне Эстергом), который объединил в рамках нового ордена две общины: основанную в 1215 году печским епископом Варфоломеем и общину своих собственных последователей. В обе общины входили монахи, разделявшие идеалы отшельнической жизни ранних христиан, поэтому новый орден получил имя первого монаха-отшельника — святого Павла Фивейского.

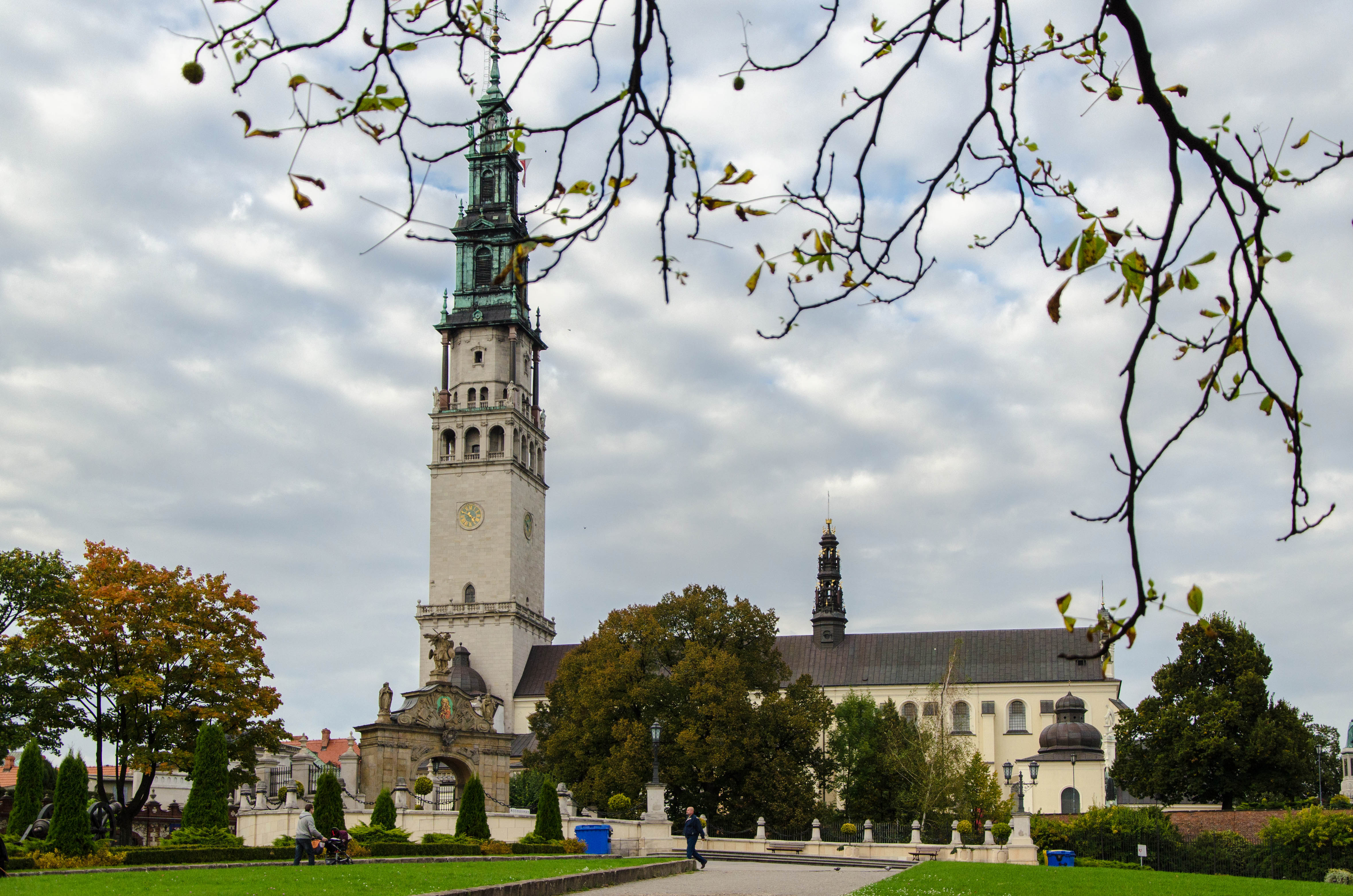
Ясногорский монастырь ордена паулинов (Ченстохова, Польша)

В 1263 году орден получил первый устав, который был сформирован печским епископом. В 1308 году Святой Престол утвердил создание ордена паулинов и новый устав, базирующийся на правилах св. Августина. Впоследствии орден получил много привилегий, в частности, он был выведен из-под епископальной юрисдикции.
Орден быстро рос, сначала в пределах Венгрии, затем по всей Центральной Европе, особенно в Польше, Богемии и Австрии. В 1381 году из Венеции в Венгрию были доставлены мощи св. Павла, покровителя ордена, что способствовало росту значения паулинов. В 1382 году под городом Ченстохова паулинами был основан монастырь Ясная Гора.
В XVIII веке паулины подверглись гонениям со стороны властей Габсбургской империи, было закрыто множество монастырей в Австрии, Богемии и Венгрии. Это привело к тому, что сначала в Польшу переместился центр жизни ордена, а впоследствии и все монастыри паулинов. В начале XX века орден находился на грани исчезновения, у него осталось лишь два польских монастыря — Ясная Гора и краковский монастырь «На скалке» с церковью св. Станислава.
Однако XX век стал периодом возрождения ордена, увеличилось число польских монастырей, вновь были основаны обители в других странах.